# Леонова, Анна Борисовна
Анна Борисовна Леонова — советский и российский психолог, доктор психологических наук (1989), профессор (1995) факультета психологии МГУ, заместитель заведующего кафедрой психологии труда и инженерной психологии факультета психологии МГУ (2015), заместитель Председателя Ученого совета факультета психологии МГУ, член Европейской ассоциации по психологии труда и организационной психологии. Один из ведущих европейских специалистов в области организационной психологии, психологии стресса, психологии профессионального здоровья и функциональных состояний человека.

## Биография
Родилась 12 февраля 1949 года в Москве в семье служащих. В 1966 году окончила московскую школу № 751.
С 1966 по 1971 год училась на факультете психологии МГУ. Во время обучения была активным членом НСО[чего?], принимала участие в работе летних психологических школ, проводимых под руководством А. Н. Леонтьева, А. Р. Лурия, В. П. Зинченко.
В 1974 году под руководством профессора В. П. Зинченко защитила кандидатскую диссертацию. С 1970 года стала работать на кафедре психологии труда и инженерной психологии факультета психологии МГУ под руководством и совместно с В. П. Зинченко и В. И. Медведевым, в 1974 году. В том же году была зачислена на должность младшего научного сотрудника в Проблемную лабораторию экспериментальной и прикладной психологии факультета психологии МГУ, с 1982 года работала в должности старшего научного сотрудника той же лаборатории. С 1992 года стала работать в качестве заведующей лабораторией психологии труда факультета психологии МГУ, а с 2015 года — заведующей кафедрой психологии труда и инженерной психологии. Защитила кандидатскую диссертацию в 1974 году, докторскую диссертацию — в 1989 году.
Начиная с 1990-х годов стала выступать с лекциями, докладами, давать консультации в университетах и научных центрах мира.
В 1991 году была избирана постоянным членом Европейского координационного Совета по психологии труда и организационной психологии, представляя в нем Российскую Федерацию и Восточную Европу. В 1994 году на 23-м Международном конгрессе прикладной психологии в Мадриде была избирана членом Совета директоров старейшей психологической организации — Международной ассоциации прикладной психологии.
В 2000 году Леоновой было присвоено звание заслуженного научного сотрудника МГУ.
С 2016 года председатель Диссертационного совета Д 501.001.11 по защите докторских и кандидатских диссертаций при МГУ по специальности 19.00.03.
Неоднократно выступала с приглашенными лекциями и лекциями в формате «State-of-the-Art Lecture» на всемирных и европейских психологических конгрессах. Регулярно организует приглашенные симпозиумы на Международных и Европейских психологических конгрессах.
Член редколлегии ведущего европейского профессионального журнала European Journal of Work and Organizational Psychology. Член редколлегии фундаментального международного руководства Encyclopedia of Applied Psychology (New York/London: Elsevier/ Academic Press, 2003—2005).

## Научная деятельность
Научная работа связана с развитием принципов деятельностного подхода и методологии системно-функционального анализа современных видов профессиональной деятельности. Ею разработан структурно-интегративный подход к оценке функциональных состояний работающего человека. Этот подход послужил основой для создания комплексных диагностико-превентивных программ повышения работоспособности человека и профилактики стресса, широко использующихся на практике. Леонова — основатель и организатор первых кабинетов психологической разгрузки, разработанных на научно-психологических основах и внедренных в различных отраслях (микроэлектроника, авиация, спорт). Ею созданы компьютеризированные системы для мониторинга работоспособности и психологической поддержки деятельности профессионалов в современных видах труда.
Разработчик психодиагностических тестов для оценки когнитивных и эмоциональных составляющих в динамике функционального состояния человека (в том числе MSS, Managerial Stress Survey, 2001), а также программ психологической релаксации для коррекции и профилактики профессионального стресса в прикладных условиях. В 1990-е годы возглавила проведение крупных международных исследовательских проектов по программам NWO (совместно с Тилбургским университетом, Нидерланды, 1993—1996) и INTAS (совместно с Льежским университетом, Бельгия, 1995—1998). Руководитель многочисленных исследований по грантам национальных научных фондов (РФФИ и РГНФ) и правительственным программам.
Автор и соавтор более 280 публикаций, в том числе более 20 книг и 160 научных статей, основные из которых:
- Психометрика утомления. Научная монография (в соавторстве с В. П. Зинченко и Ю. К. Стрелковым). М.: Изд-во Московского ун-та, 1977;
- Применение ЭВМ в психологическом эксперименте. Учебное пособие. (в соавторстве с С. К. Сергиенко и Ю. К. Стрелковым). М.: Изд-во Московского ун-та, 1979;
- Функциональные состояния человека в трудовой деятельности. Учебное пособие (в соавторстве с В. И. Медведевым). М.: Изд-во Московского ун-та, 1981;
- Психодиагностика функциональных состояний человека. Научная монография. М.: Изд-во Московского ун-та, 1984;
- Psychometrics of fatigue (в соавторстве с В. П. Зинченко и Ю. К. Стрелковым). London: Taylor & Francis, 1985;
- Психопрофилактика неблагоприятных функциональных состояний человека. Учебное пособие (в соавторстве с А. С. Кузнецовой). М.: Изд-во Московского ун-та, 1987;
- Психопрофилактика стрессов. Научная монография (в соавторстве с А. С. Кузнецовой). М.: Изд-во Московского ун-та, 1993;
- Психология труда и организационная психология: Современное состояние и тенденции развития (научный редактор совместно с О. Н. Чернышевой). М.: Радикс, 1995;
- Error prevention and well-being at work in Western Europe and Russia (основной автор — член авторского коллектива; научный редактор совместно с V. De Keyser). Dordrecht: Kluwer Science Publishers, 2001;
- Managerial Stress Survey. Oelde: SMP, 2001;
- Психологические технологии управления состоянием человека. Научная монография (в соавторстве с А. С. Кузнецовой). М.: Смысл, 2007;
- Организационная психология. Учебник (основной автор — член авторского коллектива; и научный редактор). М.: ИНФРА-М, 2013;
- Психология труда, инженерная психология, эргономика. Учебник (член авторского коллектива). М.: ЮРАЙТ, 2015.

### Структурно-интегративный подход к анализу профессионального стресса
А. Б. Леоновой разработан Структурно-интегральный подход к анализу профессионального стресса, представляющий собой схему оценки профессионального стресса, основанную на использовании трёх основных моделей стресса: модели соответствия «личность-среда» (экологический подход к стрессу), трансактных моделей и регуляторных моделей.

#### История
В начале 1980-х годов возрастает интерес к исследованию профессионального стресса, что связано с внедрением новых информационных технологий, которые в свою очередь оказали сильное влияние на все стороны жизни человека. Именно в это время появляется большое количество работ (в основном это экспериментальные), посвящённых проблеме профессионального стресса. Главная проблема данных работ — отсутствие общепризнанной психологической концепции профессионального стресса, что не позволяло соотносить данные, полученных в этих исследованиях, но это всё же не мешало использовать полученные результаты в практике. А. Б. Леонова решает данную проблему, выделяя три основные модели профессионального стресса из множества существующих и предлагая использовать их в качестве схемы, позволяющей специалисту выявить, с какой формой стресса он имеет отношение.

#### Модель соответствия «личность-среда» в рамках экологического подхода
Данная модель позволяет рассмотреть среду, в которой находится человек, а также проследить, как те или иные требования этой среды сказываются на человеке. Профессиональный стресс возникает в результате несоответствия требований рабочей среды и индивидуальных ресурсов работника. Данная модель рассматривает также причины и последствия стресса, поэтому в рамках экологического подхода были разработаны детализированные комплексы причин и неблагоприятных последствий стресса, влияющие на труд человека, на его физическое и психическое здоровье. В рамках данного подхода также разработаны различные методы анализа трудовой деятельности, позволяющие более конкретно трактовать причины и последствия профессионального стресса.
В качестве основного ограничения данной модели А. Б. Леонова обозначает «разрыв в цепочке „увызывания“ причин и последствий стресса». Данную проблему не удаётся решить в рамках модели «личность-среда».

#### Модели трансактного подхода
Трансактный подход отличается от экологического тем, что в нём осуществляется рассмотрение тех индивидуально-психологических факторов, которые привели к развитию профессионального стресса у работника.
Модели трансактного подхода позволяют проследить, как идёт процесс развития стресса, подробно рассмотреть поэтапную трансформацию субъективного видения ситуации, понять, какую стратегию избрал человек для преодоления стрессового состояния.
Например, одна из моделей трансактного подхода — модель В. Шёнплюга — описывает поэтапное изменение субъективного видения ситуации. В данной модели описываются этапы трансформации субъективного видения ситуации в зависимости от того, какую стратегию преодоления стрессовой ситуации избирает человек: эмоциональную, когнитивную или деятельностную.

#### Регуляторные модели
Регуляторный подход позволяет произвести подробный систематический анализ разнообразный проявлений профессионального стресса, а также позволяет детально представить механизмы регуляции деятельности под влиянием стресс-факторов и оценить эти механизмы с точки зрения внутренних «затрат». Как правило, действия, осуществляемые на уровне сознательного контроля, требуют больших затрат внутренних ресурсов профессионала.
Данный подход позволяет создать более совершенную систему методов психодиагностики структурных изменений в процессе обеспечения деятельности под влиянием различного рода нагрузок.

#### Уровни анализа механизмов развития профессионального стресса
Все эти модели не исключают друг друга, поскольку стресс одновременно — и некий провоцирующий фактор, психофизиологическое состояние и средства борьбы с этим состоянием и т.д. В отдельности эти модели не позволяют ответить на многие вопросы, касающиеся проблемы профессионального стресса. А. Б. Леонова относит каждый из описанных подходов к определённому уровню анализа механизмов развития стресса:
- экологический подход — уровень макроанализа — даёт общее описание факторов, приводящих к развитию профессионального стресса
- трансактный подход — уровень промежуточного опосредования стресса индивидуальными особенностями человека и его личным опытом
- регуляторный подход — уровень микроанализа «выполнения конкретных трудовых задач и поведенческих актов, отражающих психологические механизмы адаптации к стрессогенным условиям»[4].

Между данными подходами обнаруживается иерархическая взаимосвязь. Специалист, пройдя все уровни анализа стресса, сможет поставить точный диагноз и квалифицированно помочь человеку.

## Преподавательская деятельность
С начала 1990-х гг. стала заниматься исследованиями в области организационной психологии, одна из первых подготовила новые учебные программы по данной специализации. Под ее руководством в 2008 году на факультете психологии была открыта новая специализация для подготовки студентов и магистров «Организационная психология и профессиональное здоровье». Читает на факультете психологии МГУ ряд авторских курсов:
- Организационная психология и проблемы организационного консультирования
- Введение в организационную психологию
- Психология стресса
- Функциональные состояния человека в труде
- Психология профессионального здоровья: диагностика, профилактика, коррекция
- Индивидуальная устойчивость и надежность деятельности

Научный руководитель свыше 60 дипломных работ и 16 кандидатских диссертаций.